# Пятиречье (Сахалинская область)
Пятире́чье (до 1947 года — О́сака) — село в Холмском городском округе Сахалинской области России, в 16 км от районного центра.
Находится на слиянии рек Чипиань, Фрикена и Лютоги. Название село получило из за того что в непосредственной близости Лютога принимает еще один приток Тиобут, а она в свою очередь Старую Утку, итого вблизи села сливаются пять рек.
До 1945 года принадлежало японскому губернаторству Карафуто и называлось Осака (яп. 逢坂).
После передачи Южного Сахалина СССР село 15 октября 1947 года получило современное название — по своему географическому положению.
В селе находится памятник истории регионального значения - братская могила пяти советских воинов, павших в августе 1945 года в боях при освобождении Южного Сахалина от японских милитаристов. 

## Население
| 1925 | 1935  | 2002 | 2010 | 2013 | 2021 |
| ---- | ----- | ---- | ---- | ---- | ---- |
| 918  | ↗1737 | ↘514 | ↘402 | ↘398 | ↘225 |

По переписи 2002 года население — 514 человек (247 мужчин, 267 женщин). Преобладающая национальность — русские (86 %).